# رجال ذوو بزات سوداء 2
فيلم رجال في ملابس السوداء الجزء الثاني (بالإنجليزية: Men in Black II) ويختصر بـ MiB2 ، هي فيلم سينمائي أمريكي من نوع الإثارة والخيال العلمي والكوميديا ، أنتجت من قبل شركة كولومبيا بيكشرز سنة 2002م، وكانا بطلا الفيلم كل من ويل سميث وتومي لي جونز ، وهما يقومان بالبحث عن خطر الوحوش المقززة بالسيطرة على الأراضي الأمريكية وخاصة في نيويورك.

## وصلات خارجية
- الموقع الرسمي
- رجال ذو بزات سوداء 2 على موقع IMDb (الإنجليزية)
- رجال ذو بزات سوداء 2 على موقع ميتاكريتيك (الإنجليزية)
- رجال ذو بزات سوداء 2 على موقع روتن توميتوز (الإنجليزية)
- رجال ذو بزات سوداء 2 على موقع نتفليكس (الإنجليزية)
- رجال ذو بزات سوداء 2 على موقع قاعدة بيانات الأفلام العربية
- رجال ذو بزات سوداء 2 على موقع ألو سيني (الفرنسية)
- رجال ذو بزات سوداء 2 على موقع Turner Classic Movies (الإنجليزية)
- رجال ذو بزات سوداء 2 على موقع أول موفي (الإنجليزية)
- رجال ذو بزات سوداء 2 على موقع بوكس أوفيس موجو (الإنجليزية)
- رجال ذو بزات سوداء 2 على موقع فيلمافينيتي (الإسبانية)